# La Fille de feu
Pour plus de détails, voir Fiche technique et Distribution.
La Fille de feu est un film français réalisé par Alfred Rode, sorti en 1958.

## Synopsis
Le physicien Théodore Heldt, sa jeune fille Fern et son assistant Larry Gordon, embarqués sur un navire pour une expédition scientifique, font naufrage dans l'océan Pacifique après une terrible tempête. Ils se retrouvent sains et saufs sur une île déserte exotique et paradisiaque. Plusieurs années passent, le professeur décède et Fern et Larry, amoureux depuis longtemps et seuls au monde, s’unissent. Le bateau qu’ils guettent avec tant d’espoir apparaît un jour, mais les navigateurs sont trois trafiquants qui, au lieu de représenter le salut, vont constituer une menace pour le jeune couple…

## Fiche technique
- Titre : La Fille de feu
- Réalisation :	Alfred Rode, assisté de Max Pécas
- Scénario : Jean-Pierre Marchand d’après le roman de John D. Fellow
- Dialogues : Claude Desailly, Louis Martin
- Décors : Claude Bouxin
- Photographie : Jean Isnard
- Son : Georges Bouichou
- Montage : Paul Cayatte
- Musique : Paul Bonneau
- Producteur : Alfred Rode
- Directeur de production : Robert Florat
- Société de production : Films Alfred Rode (France)
- Distributeur d’origine : Jeannic Films
- Tournage : 
  - Année des prises de vue : 1957
  - Extérieurs : La Couronne (Bouches-du-Rhône)
- Pays d'origine :  France
- Format : couleur — 35 mm — son monophonique
- Genre : film d'aventure
- Durée : 93 minutes
- Date de sortie : 
  - France - 17 janvier 1958

## Distribution
- Claudine Dupuis : Fern Heldt
- Erno Crisa : Larry Gordon
- Raymond Souplex : le professeur Théodore Heldt
- Armand Mestral : Ortiz
- William Marshall : Storck
- Yoko Tani : Zélie
- Henri Arius : le commandant Ramirez
- Albert Dinan : le capitaine Le Guen
- Hugo Del Carril : Allan